# Automolus
Automolus is een geslacht van zangvogels uit de familie van de ovenvogels (Furnariidae).

## Soorten
Het geslacht omvat de volgende soorten:
- Automolus cervinigularis  – Bruinkeelbladspeurder
- Automolus exsertus – Chiriquíbladspeurder
- Automolus infuscatus – Olijfrugbladspeurder
- Automolus lammi – Pernambucobladspeurder
- Automolus leucophthalmus – Witoogbladspeurder
- Automolus melanopezus – Bruinstuitbladspeurder
- Automolus ochrolaemus – Okerkeelbladspeurder
- Automolus paraensis – Parábladspeurder
- Automolus rufipileatus – Roodkruinbladspeurder
- Automolus subulatus – Oostelijke bosbladspeurder
- Automolus virgatus – Westelijke bosbladspeurder